# Caixa de núvia

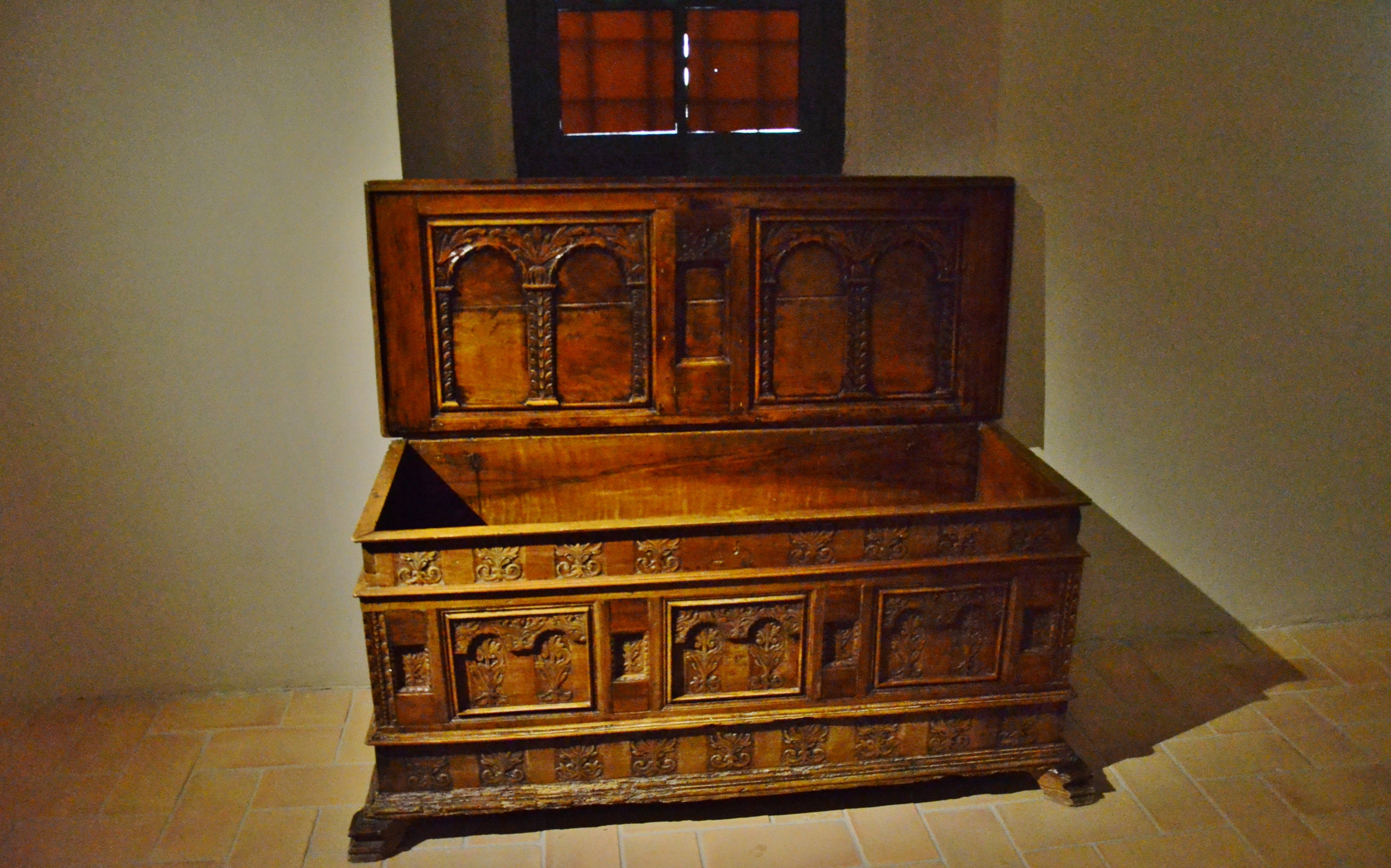
Caixa de núvia al Monestir de Sant Benet de Bages (Sant Fruitós de Bages)

La caixa de núvia o caixa nuvial és un moble contenidor o de guardar, emprat a tota Catalunya, entre els segles XV i XVIII, a l'àmbit domèstic. La seva funció era contenir l'aixovar que les núvies aportaven al matrimoni, com per exemple, el citat en l'inventari del ciutadà Francesc Montaner i Parés: <<dues caixes grans de noguer "que són les nuvials", i contenen "els vestits de dol dels fills i muller, les camises, mocadors i altres coses nuvials que aportà la Sra. Maria a son marit">>.

## La caixa: trets generals de la tipologia
Les caixes eren, juntament amb el cofre, la tipologia de mobiliari contenidor més emprada a Catalunya durant l'època medieval. Els exemplars que ens han arribat comparteixen una sèrie de característiques que les defineixen en relació amb el sistema constructiu i amb l'estructura general; les diferències estan relacionades amb les mides i, sobretot, amb la variació de la decoració, que s'adapta als repertoris propis de cada període.

### Estructura formal
En general, l'estructura parteix d'un buc construït amb quatre posts d'una sola peça unides a cua d'oronella, amb la fonadura clavada. Aquest conjunt s'ubica, clavat, sobre un ampli sòcol motllurat, elevant el buc que queda separat del terra. El sòcol decorat està present a la part frontal i als laterals, les zones visibles, en tant que a la part posterior del moble apareixen dues peces d'unió que reforcen la base, alhora que sostenen la caixa i uneixen el conjunt. A la part superior, les caixes estan tancades amb una tapa plana llevadissa realitzada amb una sola posts, unida al buc amb anelles. Als laterals de la tapa, dos llistons de secció rectangular, clavats a la part inferior, permeten travar la tapa, evitant el seu desplaçament, i també obrir-la i tancar-la còmodament. Porten sempre un pany interior encastat i no presenten nanses.
El nombre de plafons a la part frontal les diferenciava, en els inventaris, com a mig cofre els que tenien dos, i cofres majors, els de tres. Les dimensions de les primeres serien al voltant dels 140cm d'amplada les més petites, i les segones arribarien als 170cm.
La fusta amb què es realitzaven les caixes era, principalment, d'àlber i de noguera, aquesta última en peces de qualitat, com són les caixes nuvials.

### Decoració
La decoració exterior està realitzada a base de motllures encolades que emmarquen plafons al frontis i laterals. Aquests elements estan separats per muntants tallats i calats amb motius de traceria de caràcter arquitectònic, també encolats a la superfície de la fusta; alguns exemplars presenten rombes situats al centre d'aquests plafons. Així, el sistema decoratiu es fonamenta en el treball de motlluratge, basat en l'alternança de bocell, filet, mitja canya, filetó i cavet. Aquest conjunt d'elements decoratius representa l'indicador a partir del qual establir la cronologia d'un exemplar concret.
A la part exterior de molts exemplars es pot observar restes de pintura de tons vermells i ataronjats, segurament a base de pigment de mini. Alguns d'ells, a més, mostren paper pintat sota la traceria calada frontal, així com a l'interior de la caixa, per tal de cobrir els extrems reblats de les anelles. Excepcionalment, es troba decoració tallada a les posts que conformen l'estructura i que ocupa l'interior dels rombes.

### Context i evolució
Segons la historiadora Eva Pascual i Miró, es disposa de notícies puntuals amb relació a les caixes al segle xiv, però és a partir dels segon terç del segle xv quan es concentra la seva producció. En aquest sentit, el 1434 a la ciutat de Barcelona existia l'especialització del treball dels fusters, entre caixers i cofrers, fet que indica la vitalitat de la producció.
Aquesta tipologia de mobiliari es va obrar només en certes comarques: a més de l'important centre a Barcelona que exportava activament a tots els territoris de la Corona d'Aragó, eren productores les comarques del Maresme, el Vallès Oriental i Occidental, Osona, El Bages, l'Anoia, Tarragona i València. La possible atribució d'un exemplar a un focus de producció ha d'establir-se a partir de la comparació de les seves dimensions amb les unitats de mesura emprades a cada focus productor.
Durant el segle xvi, les caixes van continuar emprant-se a l'àmbit domèstic, coexistint amb altres mobles contenidors, com armaris i arquetes, perdurant tot el segle, en tot el territori català. L'evolució de la forma, i sobretot de la decoració, va ser gradual i centrada en les motllures encolades i el socolada:
- A nivell formal i estructural, s'observa que els perfils es tornaren més suaus, primer encara ondulants i després, més plans.
- A nivell decoratiu, les motllures es van anar substituint per motius pictòrics, que permetien l'ampliació de les temàtiques representades, en alguns casos, afegint-hi daurats.[5]

## La caixa de núvia, característiques específiques
La caixa de núvia, com hom la coneix popularment, era el bé que la dona portava com a dot a la seva nova vida matrimonial. Era, sovint, l'única baula amb la seva vida anterior i el reflex dels valors que es transmetien de mares a filles. Així, representava alhora un símbol d'identitat de la dona i del seu origen, a casa del seu marit, i també un signe del nivell econòmic de la nova família.
Es tracta d'un moble lleuger que s'adaptava a la necessitat de mobilitat, per traslladar les robes de l'aixovar de la dona, des de la casa paterna a la del marit, com n'era costum. Era un moble funcional, però en alguns casos, arribà a ser una obra d'art elaborada per artesans especialitzats, decorada amb materials de gran qualitat (marqueteria o pa d'or) i pintada amb gran bellesa i riquesa, fins i tot per pintors reconeguts de l'època.
Els primers exemplars de caixa de núvia van aparèixer a mitjans del segle xv, quan el plafó frontal dret -mirant el moble- es transformà en una petita porta, alhora que es compartimentava en vertical l'interior de la caixa, a la mateixa alçada que la porta. En aquest nou espai, s'encabien tres calaixos inferiors i un de superior, practicable en obrir la tapa. A la part inferior, hi podien aparèixer socolada alta o peus, segons el gust o la moda.
Aquesta estructura formal va viure el seu gran esplendor durant els segles XV i XVI i va perdurar fins al segle xviii, moment en què la seva simbologia en el context social i la seva funcionalitat van ser represes per la calaixera. En aquest temps, va representar un dels mobles institucionals per a les famílies catalanes, ja fossin o no de classe benestant.
La decoració dels exemplars que es conserven està realitzada amb policromia i daurats. En general, la policromia es desenvolupa a la part exterior de la caixa i a l'interior de la tapa, en tant que el daurat enlluerna els frontals dels calaixos i l'interior de la petita porta, moltes vegades sobre relleus d'estuc. Es conserven però algunes caixes on el daurat s'estén també a l'exterior, incloent la tapa, en combinació amb la policromia.
Els temes que es representen a l'interior de les tapes solen ser de caràcter religiós: encara que alguns mostren figures d'apòstols i sants, molts dels interiors es vinculen amb la Verge, com l'Epifania o la Mare de Déu amb el nen Jesús. L'escena més habitual, però és l'Anunciació, que es troba a diferents caixes de núvia arribades a les col·leccions de museus i de particulars. Aquesta escena acompanyaria la dona en el seu matrimoni, indicant la seva funció maternal, per garantir la continuïtat del llinatge familiar.

### El contingut d'una caixa nuvial
Es coneixen algunes fonts originals que parlen dels aixovars que contenien aquests mobles. Un exemple és el testimoni escrit que documenta un procés de l'any 1379.
En aquest document, l'Eulàlia, de Badalona, suplica al rei Pere el Cerimoniós que es respecti la llei en relació amb els seus drets dotals: cap dona no en podia ser desposseïda sense raó justificada. La reclamació té origen després de ser confiscats els seus béns (entre els quals es troba la seva caixa de núvia), a conseqüència de l'empresonament del seu marit, Francesc des Coll, d'Horta. Entre tots els testimonis, inclosa la mare de l'Eulàlia, es descriu el contingut de la caixa:
<<En casar-se, el pare li havia donat "una caixa nova i fresca" que ell mateix havia comprat. La mare li va preparar, plegar i col·locar a dins una vànova blanca, la mateixa que ella havia rebut de núvia, dos parells de tovalles amb llistes blaves, dos parells de llençols, alguns amb randes, també deu tovallons, mig de lli mig d'estopa, i tres tovalloles. La filla també tenia un cofret que el marit li havia regalat "amb uns paternostres d'argent, una cadena d'argent e uns vels de seda, un dissabte abans que fossin les noces">>